# Sigfrid Karg-Elert
Sigfrid Karg-Elert (ur. 21 listopada 1877 w Oberndorf am Neckar, zm. 9 kwietnia 1933 w Lipsku) – niemiecki kompozytor, organista i teoretyk muzyki.

## Życiorys
Jako dziecko był chórzystą w kościele św. Jana w Lipsku. Następnie studiował w lipskim konserwatorium, gdzie jego nauczycielami byli Salomon Jadassohn, Carl Reinecke, Paul Homeyer i Robert Teichmüller. Od 1919 roku był wykładowcą tej uczelni. Koncertował na organach i fisharmonii, pisał też utwory przeznaczone na te instrumenty. W latach 1931–1932 występował w Stanach Zjednoczonych.
Opublikował prace Akustische Ton-, Klang- und Funktionsbestimmung (1930) i Polaristische Klang- und Tonalitätslehre (1931). Skomponował około 100 utworów na fisharmonię i około 250 na organy. Tworzył kompozycje o różnorodnym charakterze, od tonalnych, polifonicznych i nawiązujących do barokowej improwizacji po czerpiące z nowych trendów w muzyce utwory politonalne i eksperymenty w dziedzinie harmoniki. Pozostawał pod wpływem twórczości Aleksandra Skriabina i Claude’a Debussy’ego, posługując się impresjonistyczną kolorystyką i tworząc cykle miniatur fortepianowych o poetyckich tytułach. Jego kompozycje cenili Edvard Grieg i Ferruccio Busoni.